# Nước mắm Cát Hải

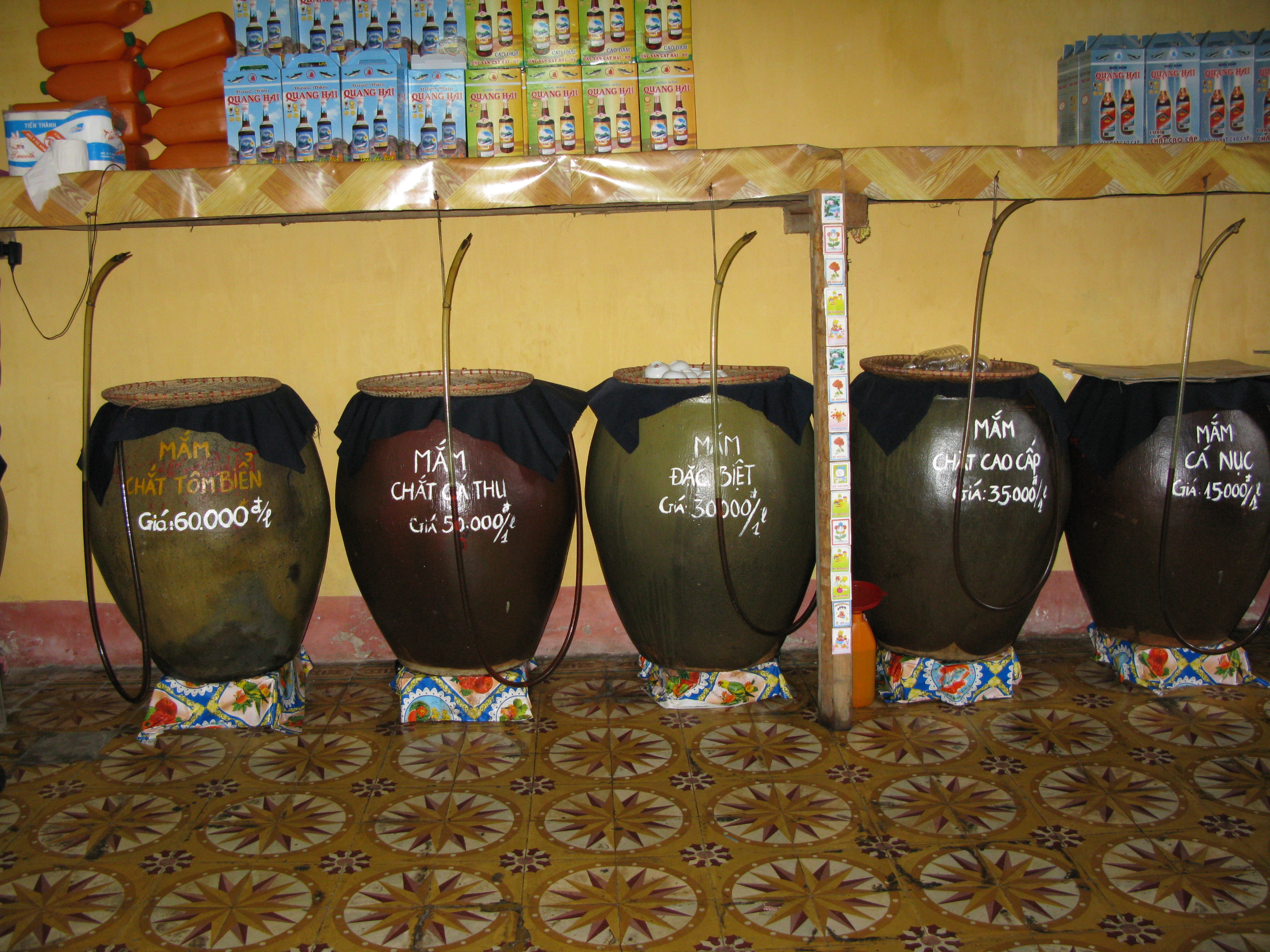
Những hũ đựng các loại nước mắm khác nhau ở Cát Hải.

Nước mắm Cát Hải là tên gọi chung của các sản phẩm nước mắm sản xuất tại huyện đảo Cát Hải, thành phố Hải Phòng. Đây là một trong những đặc sản nổi tiếng của địa phương này. 
Trước năm 1959, nước mắm Cát Hải được biết đến phổ biến với tên gọi là nước mắm Vạn Vân. Trong lịch sử thương mại Việt Nam hiện đại, Vạn Vân được xem là một trong những thương hiệu nước mắm nổi tiếng đầu tiên do các doanh nhân người Việt sáng lập. Sau năm 1959, thương hiệu này được đổi tên thành nước mắm Cát Hải.

## Quá trình phát triển
Nghề làm nước mắm tại Cát Hải có lịch sử hình thành từ nhiều thế kỷ trước, do các cuộc di dân từ Thái Bình mang kỹ thuật truyền thống ra đảo. Tuy nhiên, tên gọi thương mại "nước mắm Vạn Vân" chỉ xuất hiện vào đầu thế kỷ 20.
Năm 1916, doanh nhân Đoàn Đức Ban thành lập Xí nghiệp Vạn Vân tại Cát Hải. Ông đã xây dựng và phát triển tên gọi "Vạn Vân", vốn có thể bắt nguồn từ tên một làng nghề làm mắm ở Bắc Ninh, thành một thương hiệu chính thức. Nhờ việc đăng ký bảo hộ thương hiệu và chiến lược tiếp thị hiệu quả, sản phẩm của Vạn Vân nhanh chóng chiếm lĩnh thị trường các tỉnh phía Bắc, trở thành một trong những thương hiệu nước mắm nổi bật nhất thời kỳ đó.
Vào ngày 23 tháng 10 năm 1959, hãng nước mắm Vạn Vân được sáp nhập với Trạm hải sản Cát Hải để thành lập Xí nghiệp Nước mắm Cát Hải, và thương hiệu chính thức đổi tên từ đây. Sau đó, xí nghiệp trở thành doanh nghiệp quốc doanh. Trong những thập kỷ tiếp theo, doanh nghiệp trải qua nhiều lần thay đổi mô hình và tên gọi, từ Xí nghiệp Nước mắm Cát Hải, Công ty chế biến dịch vụ thủy sản Cát Hải, và hiện nay là Công ty Cổ phần Chế biến Dịch vụ Thủy sản Cát Hải sau khi cổ phần hóa.
Mặc dù doanh nghiệp sở hữu đã nhiều lần chuyển đổi, tên gọi "nước mắm Cát Hải" vẫn được giữ nguyên và sử dụng cho đến ngày nay. Hiện tại, Công ty Cổ phần Chế biến Dịch vụ Thủy sản Cát Hải là đơn vị được pháp luật Việt Nam bảo hộ cho thương hiệu này.

## Sản xuất
Vùng biển Hải Phòng, thuộc Vịnh Bắc Bộ, với các ngư trường lớn như Cát Hải, Bạch Long Vĩ có nguồn cá tự nhiên tương đối dồi dào và phong phú thích hợp cho việc làm nước mắm. Nguyên liệu chính để sản xuất nước mắm Cát Hải là các loại cá tự nhiên, trong đó chủ yếu là cá nục (còn gọi là cá quẩn), ngoài ra còn có cá trích, cá cơm, và mực.
Quy trình sản xuất của nước mắm Cát Hải dựa trên phương pháp cổ truyền. Sau khi lựa chọn nguyên liệu, cá được trộn với muối (gọi là ủ chượp) và lên men tự nhiên trong các thùng chứa. Quá trình này sử dụng nhiệt từ ánh sáng mặt trời để thúc đẩy quá trình phân giải protein trong cá thành các acid amin, tạo nên hương vị đặc trưng cho sản phẩm.
Hiện nay, Công ty Cổ phần Chế biến Dịch vụ Thủy sản Cát Hải sản xuất nhiều dòng sản phẩm dưới thương hiệu "Cát Hải", bao gồm các nhãn hiệu như Ông Sao, Cao Đạm, Cá Mực, và một số sản phẩm được bổ sung vi chất dinh dưỡng.

## Sử dụng
Nước mắm Cát Hải chất lượng tốt có mùi thơm nhẹ đặc trưng của sản phẩm và cũng thường có vị mặn hơn một số dòng nước mắm khác tại Việt Nam. Nước mắm Cát Hải rất thích hợp khi chế biến nhiều món ăn mang hương vị đặc trưng của ẩm thực miền Bắc và đặc biệt là ẩm thực Hải Phòng. Tuỳ theo khẩu vị của mỗi người, từng gia đình, mỗi vùng miền mà nước mắm Cát Hải có thể để ăn nguyên chất hoặc thêm gia vị như chanh, quất tươi, đường trắng, nước sôi để nguội hay thêm ớt, hạt tiêu, tỏi, tương ớt... nhưng quan trọng là không làm mất hương vị tự nhiên của nước mắm. Một số sản phẩm nước mắm Cát Hải với nhãn hiệu ông sao, cá mực, cá quẩn, cao đạm… thích hợp với nhu cầu của người cao tuổi, hiện đã có mặt trên thị trường các nước Đông Âu, Hoa Kỳ, Trung Quốc, Lào, Philippine…

## Chứng nhận
- Danh hiệu Anh hùng Lao động thời kỳ đổi mới (2000)[6]
- Cúp vàng thương hiệu nổi tiếng trong nước và quốc tế (2003)
- Huy chương vàng Hội chợ quốc gia vì chất lượng cuộc sống (2003-2004)
- Huân chương Độc Lập hạng Ba (2004) do Nhà nước Việt Nam trao tặng
- Thương hiệu nổi tiếng (2005-2006)
- 4 năm liền (2005-2008) được bình chọn là một trong 10 doanh nghiệp tiêu biểu nhất của thành phố Hải Phòng[7]
- 9 năm liền (2000-2008) được người tiêu dùng bình chọn là Hàng Việt Nam Chất Lượng Cao[8]
- Nhãn hiệu "Nước mắm Cát Hải" đã chính thức được đăng ký bảo hộ dưới số giấy chứng nhận là 165802 kể từ ngày 20/9/2011[9]